# Klever Reichswald

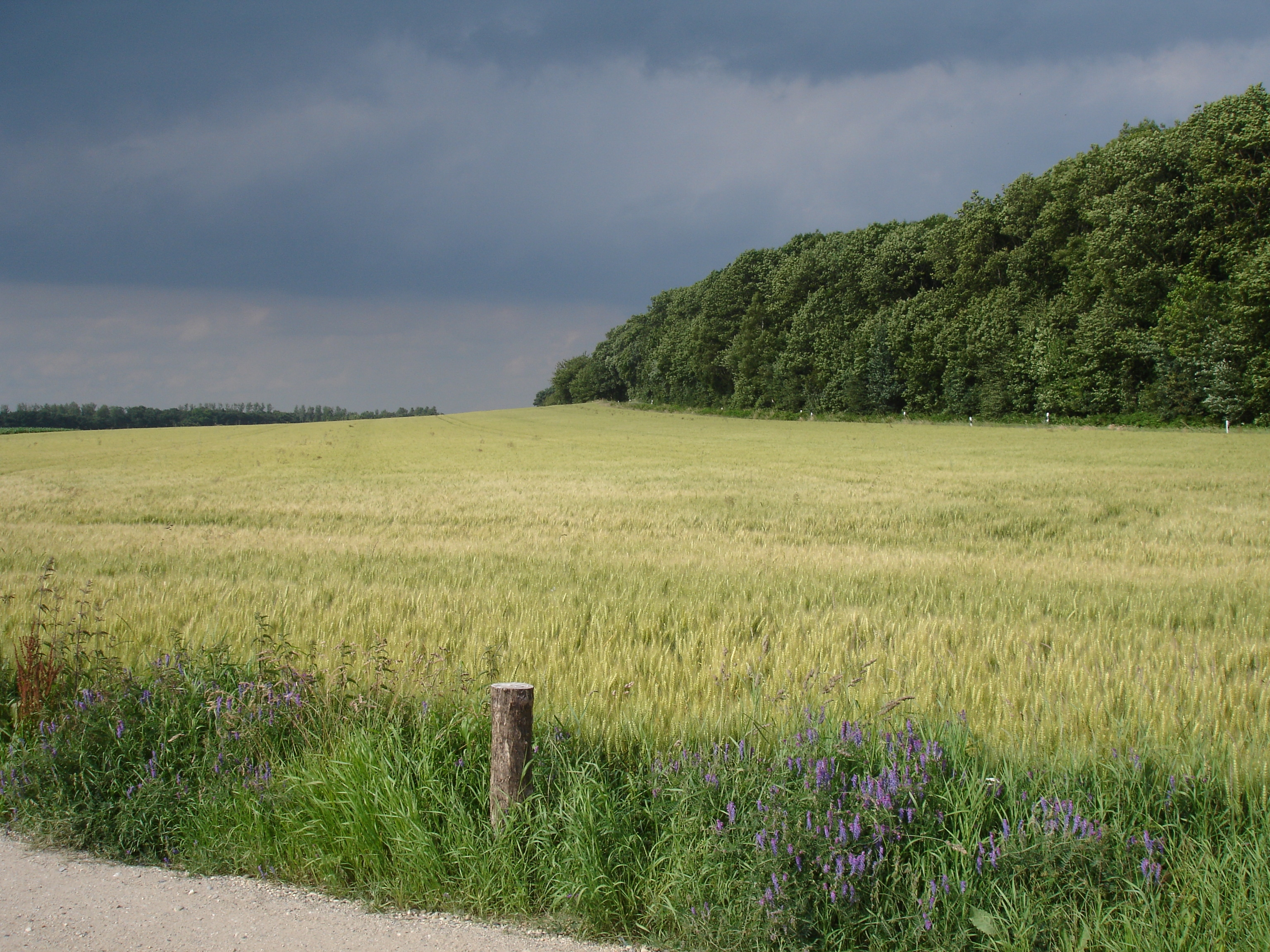
Westlicher Rand des Reichswalds an der deutsch-niederländischen Grenze südlich Kranenburg

Der Klever Reichswald ist mit rund 51 km² (5100 ha) Fläche das größte zusammenhängende Waldgebiet des Niederrheins und der größte zusammenhängende öffentliche Staatsforst in Nordrhein-Westfalen. Er liegt in den Gemeindegebieten von Goch, Kleve, Kranenburg und Bedburg-Hau im Kreis Kleve.

## Landschaft und Wald

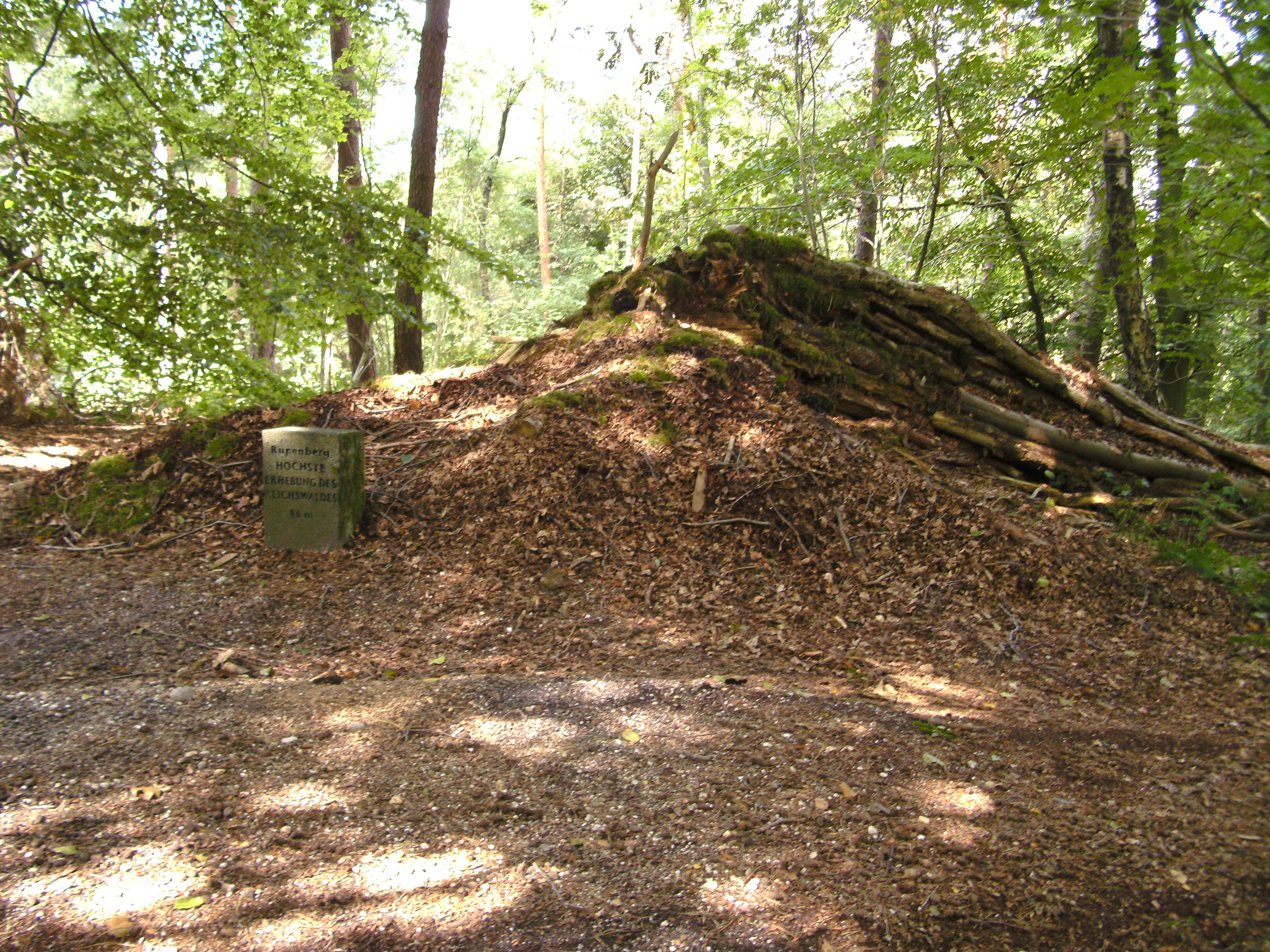
Der Rupenberg (Kleve-Materborn, August 2017)

Der Reichswald liegt auf dem Niederrheinischen Höhenzug, der einst von eiszeitlichen Gletschern aufgeschoben worden war. Die Erhebungen dieses Höhenzuges ragen dabei deutlich aus der flachen Rheinebene heraus. 31 dieser Erhebungen erreichen dabei Höhen von über 50 Metern. Die höchste ist mit 95 Metern der Rupenberg an der östlichen Grenze des Reichswaldes (Jagen 225, südwestlich des Parkplatzes am Treppkesweg), der höchste des Höhenzugs der 106,8 m hohe Klever Berg, dessen Bewaldung jedoch durch Wohnsiedlungen vom Reichswald abgetrennt ist.
Der Reichswald ist ein Laubmischwaldgebiet, das überwiegend von seinem Rotbuchen-Bestand dominiert wird. Auf einigen Flächen befinden sich auch überwiegend Trauben- und Stieleichen. Vor allem im Süden und Osten des Reichswaldes gibt es auch Nadelholzbestände.
Im Westen geht der Klever Reichswald in Waldgebiete der Provinz Gelderland in den Niederlanden über. Diese reichen fast geschlossen über die Gemeindegebiete von Gennep, Mook en Middelaar, Berg en Dal und Heumen bis nach Nijmegen.

## Schutzgebiete

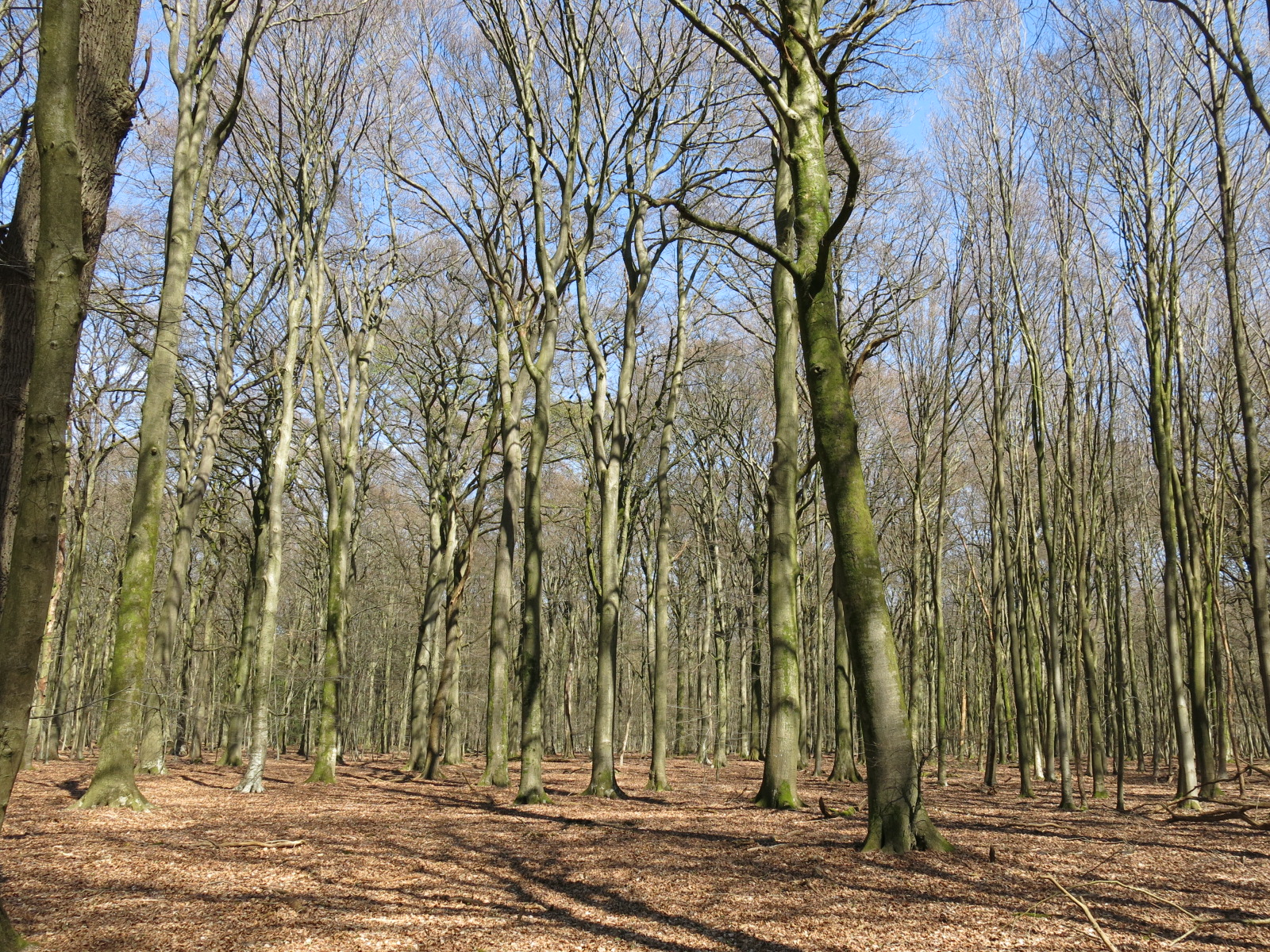
Altholzbestand im NSG Geldenberg

Mit Ausnahme kleinflächiger Teilbereiche steht der gesamte Reichswald unter Landschafts- und Naturschutz.
Der Großteil liegt in Landschaftsschutzgebieten: im LSG Waldgebiet Reichswald (ca. 3875 ha, in Kleve, Kranenburg und Goch), im LSG Reichswald (ca. 166 ha, in Bedburg-Hau) und im LSG Pfalzdorfer Höhenrand und Nierstal (nur Teilfläche im Reichswald, in Goch). Die nördlichen Waldbereiche nahe dem Klever Stadtkern können je nach Betrachtungsweise ebenfalls zum Reichswald gezählt werden. Sie liegen im LSG Standortübungsplatz einschließlich der Umgebung westlich Kleve (ca. 126 ha) und im LSG Waldgebiet des Tiergartenwaldes (ca. 295 ha, darin auch der Bereich „Kreiswald Kleve“ und alte Parkanlagen, inkl. Sternberg).
Kleinere Teile des Reichswalds sind als Naturschutzgebiet ausgewiesen. Im Nordwestbereich befindet sich das NSG Quellen am Stoppelberg (ca. 2,9 ha, in Kleve) und etwa in der Mitte des Waldes besteht das NSG Geldenberg (ca. 580 ha, in Kleve, Kranenburg und Goch). Letzteres gilt als Kernbereich des Reichswalds und ist mit nahezu identischem Flächenzuschnitt auch als FFH-Gebiet DE-4202-302 Reichswald ausgewiesen, wodurch dieser Bereich zum europäischen Schutzgebietsnetz Natura 2000 gehört. Für den Naturschutz bedeutsam ist das NSG Geldenberg, weil es sich hierbei um den größten, weitgehend geschlossenen, überwiegend von Laubhölzern dominierten Altholzbestand im Reichswald handelt, welcher im niederrheinischen Raum eine herausragende Bedeutung einnimmt. Als gefährdete Tierarten leben im Reichswald u. a. Schwarzspecht, Pirol, Wespenbussard und Hirschkäfer.
Im NSG Geldenberg befinden sich außerdem die zwei Naturwaldzellen Rehso(h)l und Geldenberg (zusammen ca. 50 ha, beide in Kleve), dort findet keine Bewirtschaftung statt, so dass sich wild lebende Pflanzen und Tiere ungestört entwickeln können.
Im September 2023 veröffentlichten Umwelt-, Wirtschafts- und Landwirtschaftsministerium in NRW eine Liste mit sechs potenziellen Gebieten, darunter dem Klever Reichswald, für einen zweiten Nationalpark in NRW. In einem Bewerbungsverfahren sollen sich bis Ende des ersten Quartals 2024 formale Bewerbungen für den neuen Nationalpark eingereicht werden.
Im Dezember 2024 fand ein Bürgerentscheid statt; 110.848 Menschen (41,8 Prozent der Wahlberechtigten) nahmen teil. 52,7 Prozent von ihnen stimmten dagegen, dass aus dem Reichswald ein Nationalpark werden soll.

## Geschichte

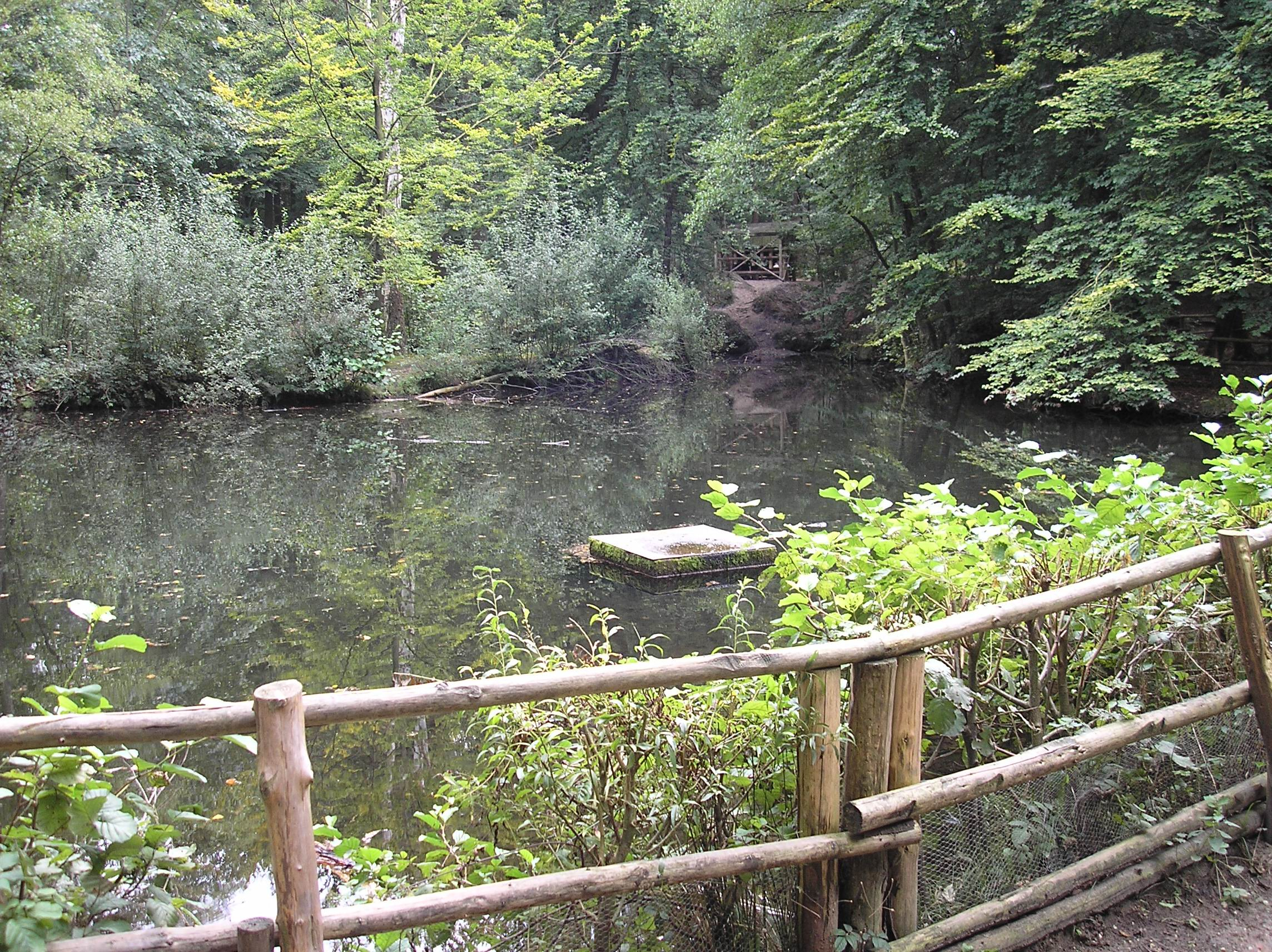
Ein Teich der „Sieben Quellen“ am nordwestlichen Rand des Reichswalds bei Nütterden

Der Name Reichswald wird erstmals in der Mitte des 14. Jahrhunderts erwähnt, zuvor hieß er Ketil- oder Ketelwald, eine keltische Bezeichnung, die so viel wie großer Wald bedeutet. Der Ketelwald war ein großes zusammenhängendes Waldgebiet zwischen Nijmegen und Xanten, das vorwiegend aus Buchen- und Eichenbeständen bestand. Es umfasste den Niederwald zwischen Nijmegen im Norden und der Maas und den östlich daran anschließenden Oberwald bis vor Goch. Der östliche Teil des Oberwaldes wurde auch „der Kelkt“ genannt. Als erste Spuren menschlicher Besiedlung sind Grabhügel aus der späten Bronze- und frühen Eisenzeit nachweisbar. Durch fortgesetzte Rodungen und Besiedelung hat sich die Größe des Waldes kontinuierlich verringert.
Das Gebiet war schon zur Zeit der Römer besiedelt. Im Bereich der Flur „Reichswald“ sind zwei Kerngebiete sowie das sie umgebende Gelände als Teil des Welterbes „Niedergermanischer Limes“ unter Schutz der UNESCO gestellt.
Zur damaligen Zeit gehörte der Ketilwald zum staatlichen Fiskalbesitz. Mit dem Ende der Völkerwanderung kamen fränkische Siedler, die in diesen urwüchsigen Wäldern jagten und im Herbst Schweine zur Eichelmast in den Wald trieben. Im frühen Mittelalter gehörte er als Reichswald zum Königsgut der Kaiserpfalz Nijmegen. 980 wurde der spätere Kaiser Otto III. im Reichswald geboren.
Spätestens gegen Ende des 12. Jahrhunderts gelangten Teile des Waldes an die Grafschaft Kleve. Mit der Verpfändung von Nijmegen gelangte 1247 zwar kein Teil des Waldes an die Grafen von Geldern, jedoch hatten diese bereits unter Heinrich von Geldern 1138 die ersten Waldbereiche als Pfand erworben. Diese Verpfändungen von Teilen des Ketelwaldes durch die Deutschen Kaiser waren vermutlich der Grund, dass später in Urkunden die Namensänderung zu Reichswald erfolgte. In einer Urkunde wird 1330 der betreffende Bereich des Waldes mit „silva imperialis“ bezeichnet, der damit einen Bereich betraf, der noch dem Deutschen Reich als „Reichswald“ gehörte.
Heinrich von Vianden, Bischof von Utrecht, schlichtete 1257 und 1266 Streitigkeiten zwischen dem Grafen von Geldern (Otto II.) und dem Grafen von Kleve (1257 Dietrich IV. und 1266 dessen Sohn) um die Nutzung des Reichswaldes. 1283 verzichtete Graf Rainald I. von Geldern zugunsten des Grafen von Kleve auf seine Ansprüche an den Teil des Reichswaldes, der den Klevern gehörte.
1331 kaufte Graf Rainald II. von Geldern sowohl die bisher an die Grafschaft Geldern verpfändeten Bereiche des Reichswaldes (den Ober- und den Niederwald) wie auch die noch fehlenden Dreiviertel vom „Wald Kelkt“, die bis zu diesem Zeitpunkt zur Grafschaft Kleve gehört hatten.
Ende des 13. Jahrhunderts bedeckte der Reichswald noch weite Bereiche zwischen Nijmegen im Norden bis Grafenthal im Süden, im Westen begrenzt von Malden, Mook und Nergena und im Osten von Beck, Groesbeek, Frasselt und Nütterden. Er umfasste den Niederwald, den Oberwald und den Kelkt im Südosten. Erbliche „Waldgrafen“ seit dem 13. Jahrhundert waren die „Herren von Groesbeck“. 1349 ist letztmals die Bestätigung dieses Reichslehens an Johan van Groesbeek durch Karl IV. urkundlich nachweisbar. Ab 1405 sind geldrische Beamte Nachfolger der „Groesbeeks“.
1418 verpfändete Herzog Reinald von Jülich-Geldern für 16.667 „Alte Schild“ weite Bereiche des Reichswaldes an das Herzogtum Kleve. Es folgten 1429 für den Rest des Waldes weitere Verpfändungen und Nachzahlungen durch Kleve an Geldern mit 11.000 Gulden und 1440 mit 6.000 Gulden.
Gegen Ende des Dreißigjährigen Krieges 1647 erlaubte der Große Kurfürst der Stadt Goch, zur Tilgung von Kriegsschulden 1000 Morgen Reichswald zu verkaufen.
Im Februar und März 1945 war der Wald Schauplatz der Schlacht im Reichswald. Nach dem Zweiten Weltkrieg wurden beachtliche Teile des Waldes gerodet, um Platz für die Dörfer Reichswalde (heute zu Kleve) und Nierswalde (heute zu Goch) zu gewinnen, in denen vor allem Heimatvertriebene angesiedelt wurden. Eine weitere Rodung heißt Rodenwalde (auf dem Gebiet der Gemeinde Bedburg-Hau gelegen), auf der es aber keine eigene Siedlung des gleichen Namens gibt.
Seit einigen Jahren erinnert ein kleines Denkmal an der Triftstraße zwischen Kleve und Goch an diese Rodungen.

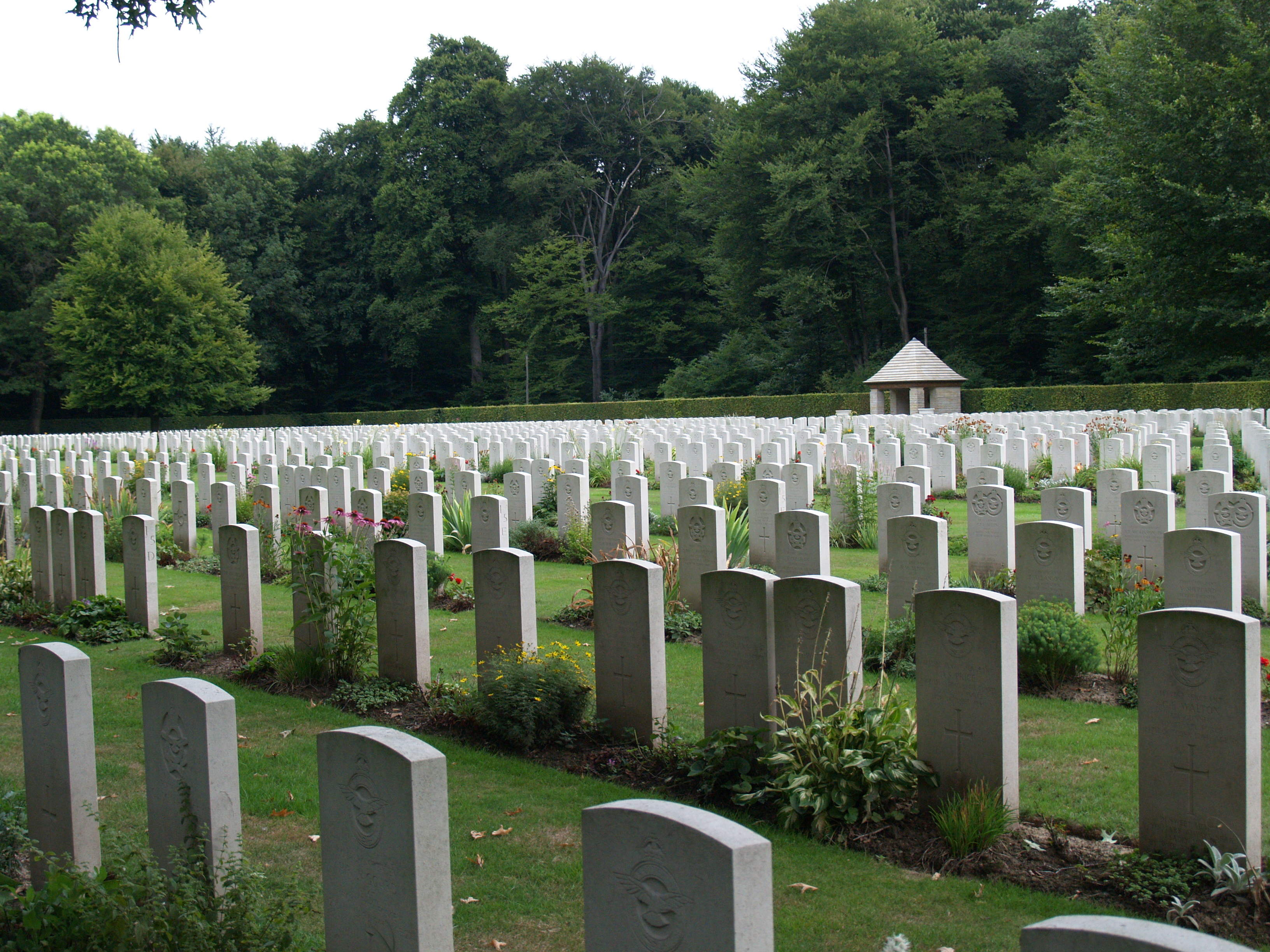
Britischer Ehrenfriedhof im Reichswald in Kleve

Im Klever Reichswald liegt der Reichswald Forest War Cemetery. Er ist der größte Kriegsgräberfriedhof des Commonwealth in Deutschland.